# Acacia oerfota
Vachellia oerfota là một loài thực vật có hoa trong họ Đậu. Loài này được (Forssk.) Schweinf. miêu tả khoa học đầu tiên.